# 뮤직 룸
《뮤직 룸》(Jalsaghar, জলসাঘর, "The Music Room")은 인도에서 제작된 사티야지트 레이 감독의 1958년 드라마 영화이다. 크하비 비스와스 등이 주연으로 출연하였고 사티야지트 레이 등이 제작에 참여하였다.

## 줄거리
20세기 초, 몰락해가는 벵골의 지주 비스와바르 로이는 하인과 집사만을 남긴 채 텅 빈 저택에서 고독하게 살아간다. 어느 날, 새로 부유해진 이웃 마힘 강굴리의 아들 성인식 음악 소리를 들은 비스와바르는 자신의 아들 코카의 성인식 때를 회상한다. 그는 잦은 홍수로 피해를 입은 땅을 돌보기보다 화려한 음악회를 여는 데만 몰두했고, 결국 재정적으로 어려워져 아내 마하마야의 보석을 팔아 음악회를 열어야 했다. 마하마야와 코카가 마하마야의 아픈 아버지를 방문하는 동안, 마힘은 비스와바르를 자신의 새 집에서 열리는 신년 축제에 초대한다. 자존심이 상한 비스와바르는 자신의 저택에서도 축제를 열겠다고 응수하고, 급히 가족들을 불러들인 후 또 보석을 팔아 음악가를 섭외한다. 하지만 축제가 시작되기 전, 사이클론으로 인해 가족들이 탄 배가 침몰하며 아내와 아들을 잃게 된다. 충격으로 비스와바르는 4년간 저택에서만 칩거한다.
시간이 흘러 마힘은 새 음악실 개관 기념 콘서트에 비스와바르를 초대하지만, 그는 거절한다. 그러나 콘서트 음악 소리를 듣고는 질투심에 사로잡혀 자신의 음악실을 다시 열고 마힘이 고용한 댄서와 같은 댄서를 고용해 맞선다. 준비 과정 속에서 비스와바르의 저택에는 활기가 되돌아온다. 공연 후, 비스와바르는 댄서에게 가장 먼저 돈을 주며 마힘을 굴복시키지만, 거의 모든 남은 재산을 탕진한다. 손님들이 떠난 후, 그는 하인에게 마힘보다 자신의 혈통이 우월하다는 취한 연설을 한다. 촛불이 꺼지자 불안해진 그는 새벽녘이 되어서야 안정을 되찾고, 자신의 흰 말에 올라타 질주한다. 그는 해변에 좌초된 배를 향해 달려가다 말과 함께 쓰러져 죽음을 맞이한다. 몰락한 귀족의 마지막 발악은 핏빛으로 물든 흙바닥에 흩뿌려진다.

## 출연

### 주연
- 크하비 비스와스
- 파드마데비

### 조연
- 피나키 센굽타
- 강가파다 바수
- 툴시 차크라보티

## 기타
- 미술: 반시 찬드라굽타